# Deborah Samson
Deborah Samson (ur. 17 października 1981) – filipińska lekkoatletka specjalizująca się w skoku o tyczce. Do 31 grudnia 2004 reprezentowała USA.

## Rekordy życiowe
- skok o tyczce - 4,12 (2003), jej wynik z 2008 (4,11) jest rekordem Filipin
- skok o tyczce (hala) – 4,11 (2008) rekord Filipin